# سيغريد بو
سيغريد بو (بالنرويجية: Sigrid Boo)‏ (و. 1898 – 1953 م) هي كاتِبة من النرويج، توفيت عن عمر يناهز 55 عاماً.

## وصلات خارجية
- سيغريد بو على موقع IMDb (الإنجليزية)
- سيغريد بو على موقع قاعدة بيانات الفيلم (الإنجليزية)